# Шу-Турул
Шу-Турул од Акада или Шудурулу од Акада био је, према Сумерском попису краљева, последњи акадски владар.

## Владавина
Шудурулу је на престолу наследио свога оца Дудуа од Акада, владара који је окончао трогодишњи период анархије у Акадском краљевству. Према сумерском попису краљева, Шудурулу је владао петнаест година. Пред крај његове владавине Акад је освојен од стране номадског племена Гути. Престоница је премештена у Урук. 

## Краљеви Акада
| Владар                        | Наследник                                             | Дужина владавине | Приближно време владавине                   | Коментар           |
| ----------------------------- | ----------------------------------------------------- | ---------------- | ------------------------------------------- | ------------------ |
| Саргон од Акада               | Урзубабин носилац пехара, оснивач Акадског краљевства | 40 година        | око 2270–2215 п. н. е. (Кратка хронологија) |                    |
| Римуш од Акада                | Саргонов син                                          | 9 година         | око 2214–2206 п. н. е.                      |                    |
| Маништушу од Акада            | Старији брат Римуша                                   | 15 година        | око 2205–2191 п. н. е.                      |                    |
| Нарам-Син од Акада            | Маништушуов син                                       | 56 година        | око 2190–2154 п. н. е.                      |                    |
| Шар-Кали-Шари                 | син Нарам-Сина                                        | 25 година        | око 2153–2129 п. н. е.                      |                    |
| Ко је краљ? Ко није краљ?     |                                                       |                  |                                             |                    |
| - Игиги - Ими - Нанум - Илулу | четворица владала три године                          |                  | око 2128–2125 п. н. е.                      |                    |
| Дуду од Акада                 |                                                       | 21 година        | око 2125–2104 п. н. е.                      |                    |
| Шудурулу                      | Дудуов син                                            | 15 година        | око 2104–2083 п. н. е.                      | Гути освајају Акад |
| Акад прикључен Унугу (Уруку)  |                                                       |                  |                                             |                    |